# Hausfeldstraße (metropolitana di Vienna)
Hausfeldstraße è una stazione della linea U2 della metropolitana di Vienna situata nel 22º distretto. La stazione è entrata in servizio il 5 ottobre 2013, nel contesto della quarta fase di estensione della metropolitana e come parte del prolungamento della U2 da Aspernstraße. Dal 1987 fino al 30 settembre 2018 era attiva anche una stazione della linea ferroviaria Vienna-Bratislava, poi soppressa con l'apertura della stazione ferroviaria di Aspern Nord.

## Descrizione
La stazione è parallela ai binari della linea Vienna-Bratislava, che si trovano subito a nord, ed è realizzata in sopraelevata. L'accesso ai treni avviene da una banchina a isola centrale. 
La fermata ÖBB soppressa era anche il capolinea della linea S80 della S-Bahn di Vienna, che terminava qui su binario morto unico. Il percorso venne poi deviato su una nuova tratta a due binari, realizzata in previsione della chiusura e successiva demolizione della stazione ferroviaria, in concomitanza con la realizzazione del sottopassaggio di accesso alla stazione della metropolitana, e anche il capolinea della linea S80 venne spostato alla stazione di Vienna Hirschstetten.

## Ingressi
- Hausfeldstraße
- Hasibederstraße